# Canelles (Lérida)
Canelles es una localidad española del municipio de Fígols y Aliñá, perteneciente a la provincia de Lérida, en la comunidad autónoma de Cataluña.

## Toponimia
El nombre del lugar puede encontrarse referido con las grafías Canellas de Segre y Canelles.

## Historia
Hacia mediados del siglo XIX, el lugar, por entonces con ayuntamiento propio, tenía contabilizada una población de 29 habitantes. La localidad aparece descrita en el quinto volumen del Diccionario geográfico-estadístico-histórico de España y sus posesiones de Ultramar de Pascual Madoz de la siguiente manera:

CANELLAS DE SEGRE: l. con ayunt. en la prov. de Lérida (25 horas), part. jud. y dióc. de Urgel (6), aud. terr. y c. g. de Cataluña (Barcelona 35): sit. á la márg. izq. del r. Segre, en terreno, montañoso, y aunque de clima bastante frio es saludable. Tiene 7 casas y depende en lo ecl. del l. de Perlas (V.). Confina el térm. con este mismo pueblo Boloriu, Figols y Aransa: se encuentran en él varias fuentes naturales de muy buena calidad, y sus montes pelados se utilizan para apacentar el ganado. El terreno es montuoso flojo y áspero y los caminos que le cruzan son bastante malos. prod.: centeno, cebada, legumbres, patatas, pastos y vino; se cria ganado lanar, cabrio, vacuno y de cerda, aunque de todo en muy poca cantidad. pobl.: 6 vec. 29 alm. cap. imp.: 2,517 rs. contr.: el 14'28 por 100 de esta riqueza.
(Madoz, 1846, p. 447)

En la actualidad pertenece al municipio de Fígols y Aliñá. En 2022, la entidad singular de población tenía empadronados 7 habitantes.